# Casa da Assembleia de Essuatíni
A Casa da Assembleia de Essuatíni é a câmara baixa do país e é bicameral. A Casa da Assembleia pode debater e passar facturas.

## Constituição
Um máximo de 76 membros são permitidas pela seção 95 (1) da Constituição. Atualmente a Assembleia conta com 66 membros. 55 membros são eleitos a partir de um único membro dos distritos eleitorais correspondentes as tinkhundlas (comunidades tribais). 14 tinkhundlas estão localizados em Hhohho, 11 em Lubombo, 16 em Manzini, e 14 em Shiselweni. O Rei nomeia os outros dez membros, dos quais pelo menos metade devem ser mulheres. O 66ª membro é o presidente da Casa, que é eleito de fora da Casa. Se a percentagem de mulheres membros cai abaixo de 30%, um máximo de quatro mulheres podem ser eleitos das regiões administrativas.
Cada membro deve ser um cidadão de Essuatíni, ter no mínimo 18 anos de idade, ser um eleitor registado e ter "pago todos os impostos ou ter feito arranjos satisfatórios para o Comissário de Impostos".
A Casa seleciona dez dos 30 membros da câmara alta, o Senado de Essuatíni, o Rei nomeia o resto.

## Eleições
Os candidatos são os primeiros nomeados no nível tinkhundla. Os três primeiros colocados são pelo voto secreto, em seguida, procede a uma eleição geral, também por votação secreta.
Equipes de observadores da Commonwealth estavam presentes nas eleições de 2003, 2008 e 2013. A mais recente eleição teve lugar em 20 de setembro de 2013.
O atual orador da Assembleia é o Príncipe Guduza Dlamini.